# Narycia melanella
Narycia melanella är en fjärilsart som beskrevs av Adrian Hardy Haworth 1828. Narycia melanella ingår i släktet Narycia och familjen säckspinnare. Inga underarter finns listade i Catalogue of Life.